# Jacques Toussaint

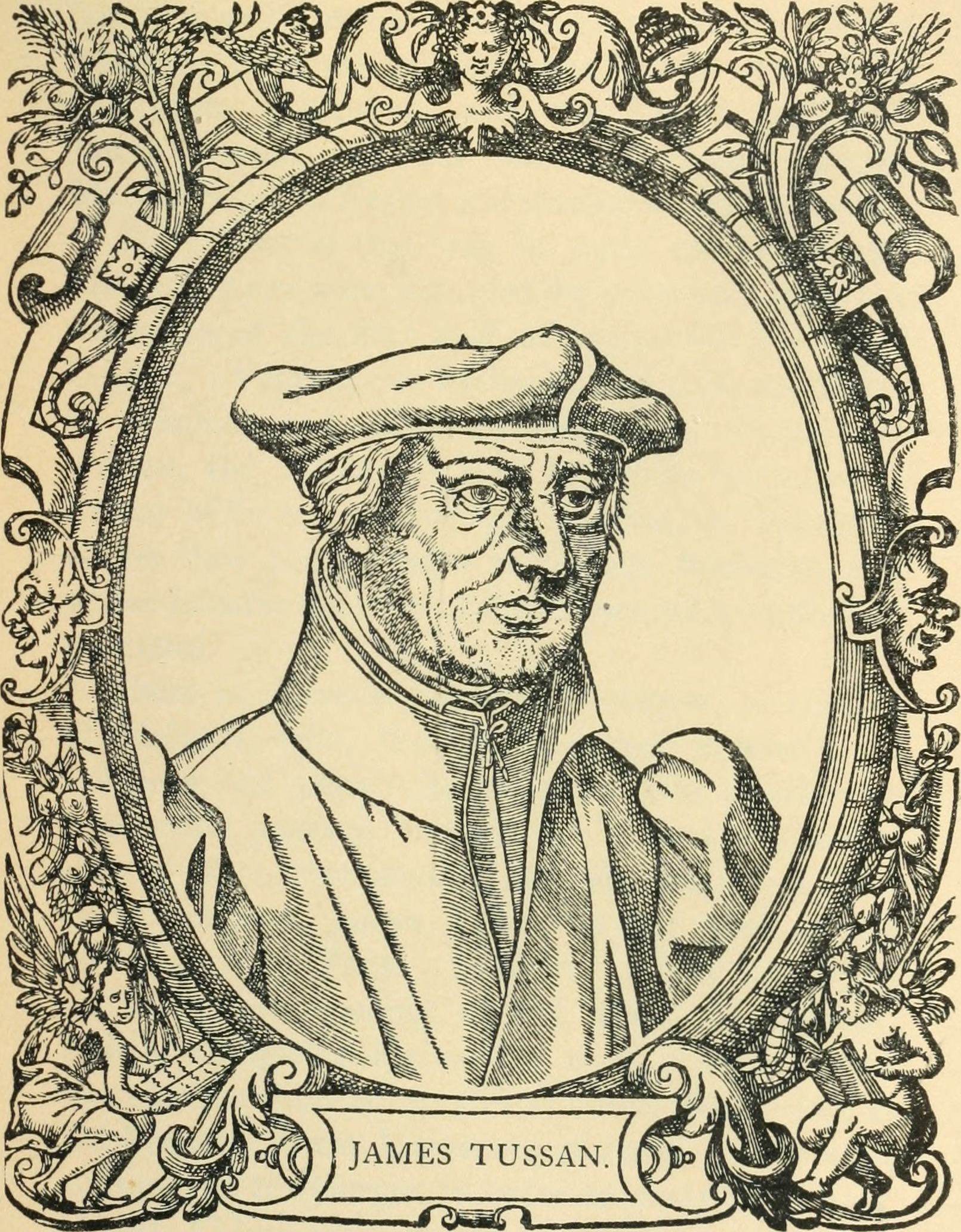
Jacques Toussaint, hier James Tussan genannt

Jacques Toussaint, latinisiert Jacobus Tossanus (geboren 1498 oder 1499 in Troyes; gestorben 1547) war ein französischer Altphilologe (Gräzist).

## Leben
Jacques Toussaint entstammte der nachmaligen hugenottischen Familie der Toussain de Beaumont, die im 16. Jahrhundert ins deutsche Exil gehen sollte.
Er war ein Schüler von Guillaume Budé. 1530 wurde er als Professor für Griechisch an das von Franz I. als Konkurrenz zur Sorbonne gegründet Collège Royal Trilingual berufen. Neben ihm unterrichtete Pierre Danès Griechisch. Sein Nachfolger wurde Adrien Turnèbe.

## Schriften
- Annotata in G. Budaei epistolas priores. Basel 1528 (Digitalisat).
- mit Guillaume Budé, Robert Constantin: Lexicon sive dictionarivm Graecolatinvm G. Bvdaei, I. Tvsani, R. Constantini omniumque aliorum: de quibus in postremi authoris, & typographi epistolis. Crespin, Genf 1562.